# Даг Хамаршелд
Даг Хјалмар Агне Карл Хамаршелд (швед. Dag Hjalmar Agne Carl Hammarskjöld; Јенчепинг, 29. јул 1905 — Ндола, 18. септембар 1961), други по реду генерални секретар Уједињених нација. Широко знање је стекао на Универзитету у Упсали, где је стекао дипломе из књижевности, уметности, права и економије. Обављао је велики број функција у шведској администрацији, углавном у области економије, а био је и представник Шведске у Уједињеним нацијама, где је 1953. године изабран за генералног секретара. Поново је изабран 1957. године. Посредовао је у више међународних спорова, а погинуо је 18. септембра 1961. године под неразјашњеним околностима у авионској несрећи током мировне мисије у Северној Родезији (данашњој Замбији). Постхумно му је додељена Нобелова награда за мир. Сматра се једним од два најбоља генерална секретара УН, заједно са његовим наследником У Тантом, и његово именовање је поздрављено као један од најзапаженијих успеха организације. Председник САД Џон Ф. Кенеди назвао је Хамаршелда „највећим државником нашег века.

## Рани живот и образовање
Даг Хамаршелд је рођен у Јенћепингу у племићкој породици Хамаршелд (такође се пише Hammarskiöld или Hammarsköld). Већи део детињства провео је у Упсали. Његов дом тамо, који је сматрао домом свог детињства, био је замак Упсала. Био је четврти и најмлађи син Хјалмара Хамаршелда, премијера Шведске од 1914. до 1917. године.
Хамаршелд је прво студирао на Катедралсколану, а затим на Универзитету у Упсали. До 1930. године стекао је диплому лиценцираног филозофа и магистра права. Пре него што је стекао диплому права, већ је добио посао помоћника секретара Одбора за незапослене.

## Каријера
Од 1930. до 1934. Хамаршелд  је био секретар владиног одбора за незапосленост. За то време написао је своју економску тезу „Konjunkturspridningen“ („Ширење пословног циклуса“) и докторирао на Универзитету у Стокхолму. Године 1936. постао је секретар централне банке Шведске, Риксбанк. Од 1941. до 1948. био је председник Генералног савета Риксбанке.
Хамаршелд  је брзо развио успешну каријеру шведског јавног службеника. Био је државни секретар у Министарству финансија 1936–1945, шведски делегат у Организацији за европску економску сарадњу 1947–1953, секретар кабинета Министарства иностраних послова 1949–1951 и министар без портфеља у влади Таге Ерландера 1951–1953.
Помагао је у координацији владиних планова за ублажавање економских проблема у периоду после Другог светског рата и био је делегат на конференцији у Паризу која је успоставила Маршалов план. Године 1950. постао је шеф шведске делегације у UNISCAN, форуму за унапређење економске сарадње између Уједињеног Краљевства и скандинавских земаља. Иако је Хамаршелд служио у кабинету којим су доминирали социјалдемократи, никада се званично није придружио ниједној политичкој странци.
Године 1951, Хамаршелд  је био потпредседник шведске делегације у Генералној скупштини Уједињених нација у Паризу. Постао је председавајући шведске делегације на Генералној скупштини у Њујорку 1952. Дана 20. децембра 1954, изабран је да преузме упражњено место свог оца у Шведској академији.